# Moritz Georg Weidmann (Verleger, 1686)

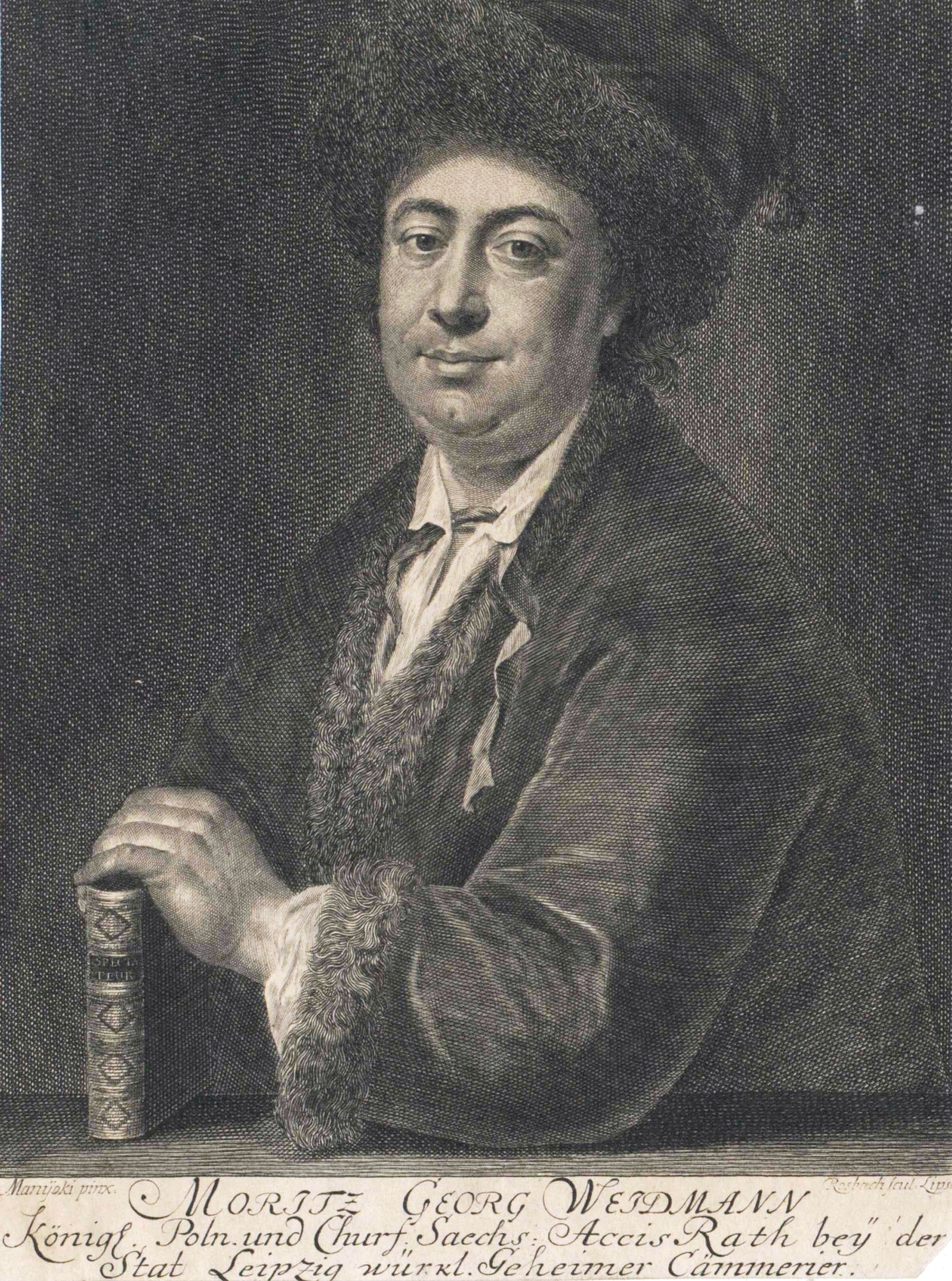
Moritz Georg Weidmann, Stich von Johann Friedrich Rosbach nach Adam Manyoki

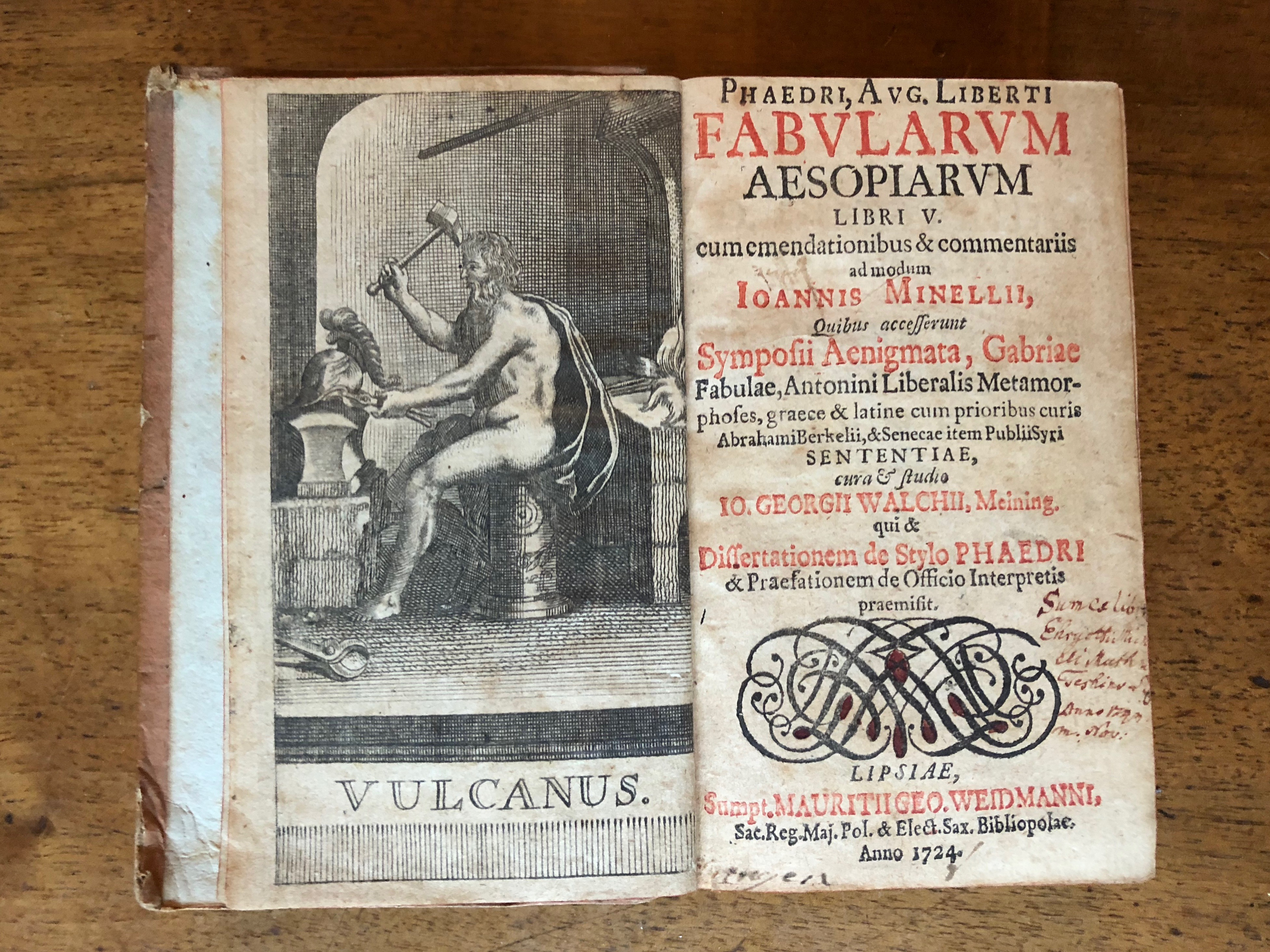
Fabeln von Phaedrus, herausgegeben 1724 von Moritz Georg Weidmann

Moritz Georg Weidmann (* 23. Januar 1686 in Leipzig; † 3. Mai 1743 in Dresden) war ein deutscher, in Leipzig tätiger Buchhändler und Verleger. 

## Leben
Moritz Georg Weidmann war der Sohn des gleichnamigen Verlegers Moritz Georg Weidmann, der nach einer Buchhandelslehre in Frankfurt am Main in den Leipziger Buchhandel eingestiegen war. Der Vater starb, als der kleine Moritz Georg erst sieben Jahre alt war. Die Mutter heiratete ein Jahr darauf den Leipziger Buchhändler Johann Ludwig Gleditsch. Dieser übernahm die Leitung der Buchhandlung, die nun als Johann Ludwig Gleditsch & Moritz Georg Weidmann geführt wurde.
Gleditsch ließ seinem Stiefsohn eine gute Erziehung zukommen und schickte ihn zu deren Abschluss für längere Zeit nach Holland, wo er selbst schon geweilt hatte. Weidmann betrieb hier Jura-Studien und sah sich im Buchhandel um.
1713 trat Moritz Georg Weidmann als Teilhaber in die Leipziger Buchhandlung ein und übernahm sie 1717 vollständig, nachdem sie Gleditsch zu einem florierenden Unternehmen entwickelt hatte. Weidmann erweiterte den Verlag und gründete Filialen im Ausland. Über seinen Verlag hinaus genoss er großes Ansehen. August der Starke ernannte ihn zum Königlich Polnischen und Kurfürstlich Sächsischen Hof- und Akziserat bei der Stadt Leipzig und zum Wirklichen Geheimen Kämmerer. Er war auch Fürstlich Sachsen-Gothaischer Agent in Leipzig. Zu seinen Besitzungen gehörte auch der barocke Weidmannsche Garten in Leipzig.
Da Weidmann bei seinem Tod 1743 keinen Sohn hinterließ, ging das Geschäft an seine Witwe und seine einzige Tochter Marie Louise. Die Erbengemeinschaft fand in Philipp Erasmus Reich einen fähigen Geschäftsführer, der den Verlag erfolgreich weiterführte.